# Modulante
Nelle telecomunicazioni per modulante si intende un'onda elettromagnetica che rappresenta l'informazione da trasmettere nell'etere o via cavo. Essa modifica una delle caratteristiche elettriche del segnale portante, come frequenza, ampiezza, fase, posizione, ecc. Da tale interazione si ottiene un segnale risultante, detto segnale modulato, che è quello effettivamente trasmesso.